# Bob's
Pour les articles homonymes, voir Bob.

Bob's est une chaîne de restaurants brésilienne fondée en 1952 par le joueur de tennis américain Bob Falkenburg, vainqueur du tournoi de Wimbledon en 1948. Il existe environ 580 restaurants Bob's à travers le pays.